# Llista de minerals (lletra C)
Aquesta llista de minerals inclou els minerals que comencen amb la lletra C dels 6.163 minerals reconeguts per l'Associació Mineralògica Internacional (IMA, en anglès) fins el mes de juny 2025.
Es poden consultar tots els minerals ordenats de manera alfabètica en una llista simplificada o bé amb informació ampliada en els següents enllaços:
- A • B • C • D • E • F • G • H • I • J • K • L • M • N • O • P • Q • R • S • T • U • V • W • X • Y • Z

A la llista s'hi troben els diferents minerals classificats alfabèticament amb l'any de publicació (si es va publicar abans de l'aprovació per part de l'IMA), tot seguit de l'any d'aprovació per part de l'IMA i el codi del mineral segons la classificació de Nickel-Strunz. Per a cada mineral s'hi afegeixen fins a tres enllaços externs: a mindat.org, a webmineral.com i al Handbook of Mineralogy (Mineralogical Society of America).
Les abreviatures que es fan servir a la llista són les següents:
- "p.e." – procediment especial.
- Q ó "?" – qüestionable/dubtós (per l'IMA/CNMNC, mindat.org o mineralienatlas.de).
- N – publicat sense l'aprovació de l'IMA/CNMNC o sense l'aprovació de l'IMA però amb certa acceptació en la comunitat científica actualment.
- Rd ó red. – redefinició de...
- A: 1NNN – any de publicació.
- A: antic – conegut molt abans que hi haguessin publicacions.

## C

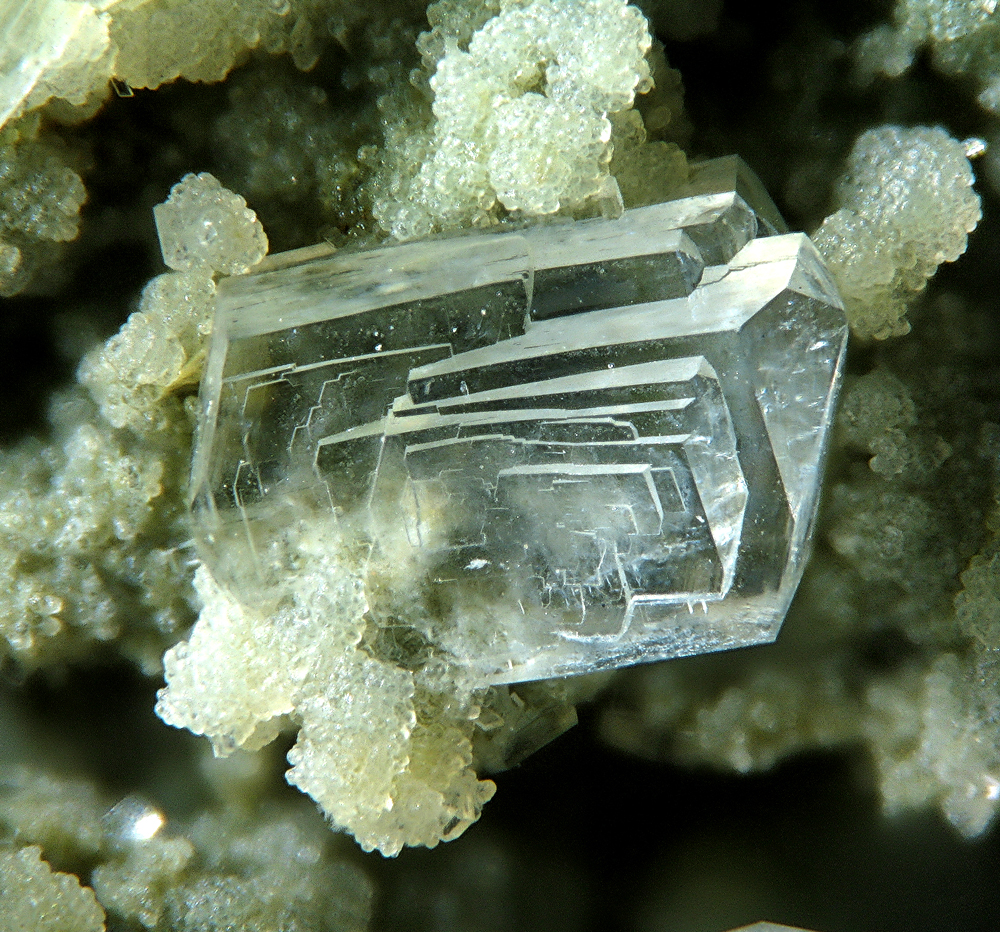
Clinoptilolita-Na de Rodalquilar, Níjar, Almería.

1. Cabalzarita (1997-012) 08.CG.15
2. Cabazita-Ca (A: 1792, 1997 p.e.) 09.GD.10
3. Cabazita-K (A: 1997, 1997 p.e.) 09.GD.10
4. Cabazita-Mg (2009-060) 09.GD.10?
5. Cabazita-Na (1997 p.e.) 09.GD.10
6. Cabazita-Sr (1999-040) 09.GD.10
7. Cabrerita (2023-123)
8. Cabriïta (1981-057) 01.AG.30
9. Cabvinita (2016-011)
10. Cacoxenita (A: 1825) 08.DC.40
11. Cadmi (1980-086a) 01.AB.05
12. Cadmoindita (2003-042) 02.DA.05
13. Cadmoselita (A: 1957) 02.CB.45
14. Cadsulfohita (2024-088)
15. Cadvanita (2025-005)
16. CadwaladeritaQ (A: 1941) 03.BD.05
17. Cafarsita (1965-036) 04.JC.05
18. Cafeosita (2021-022a)
19. Cafetita (A: 1959, 1962 p.e.) 04.FL.75
20. Cahnita (A: 1927) 06.AC.70
21. Caïnita (A: 1865) 07.DF.10
22. Cairncrossita (2013-012) 09.E?
23. Calamaïta (2016-036)
24. Calaverita (A: 1868) 02.EA.10
25. Calç (A: 1882) 04.AB.25
26. Calcibeborosilita-(Y) (A: 1963, 2000) 09.AJ.20
27. Calciborita (A: 1956) 06.BC.10
28. Calcinaksita (2013-081) 09.DG.70
29. Calcioancilita-(Ce) (A: 1923, 1987 p.e.) 05.DC.05
30. Calcioancylita-(La) (2021-090)
31. Calcioancilita-(Nd) (1989-008) 05.DC.05
32. Calcioandyrobertsita (1997-023) 08.DH.50
33. Calcioaravaipaïta (1994-018) 03.DC.37
34. Calcioburbankita (1993-001) 05.AC.30
35. Calciocatapleiïta (A: 1964, 2007 p.e.) 09.CA.15
36. Calciocopiapita (A: 1960, 1967 p.e.) 07.DB.35
37. Calciodelrioïta (2012-031) 04.HG.35
38. Calciofarmacoalumita (2021-085)
39. Calcioferrita (A: 1858) 08.DH.25
40. Calciohatertita (2021-013)
41. Calciohilairita (1984-023) 09.DM.10
42. Calciojohil·lerita (2016-068)
43. Calciolangbeinita (2011-067) 07.??
44. Calciomurmanita (2014-103)
45. Calcioolivina (IMA 2007-B) 09.AD.10
46. Calciopetersita (2001-004) 08.DL.15
47. Calciosamarskita (A: 1928) 04.DB.25
48. Calciotantita (1981-039) 04.DJ.05
49. Calciouranoïta (1973-004) 04.GB.20
50. Calcioursilita (A: 1957) 09.AK.35
51. Calcioveatchita (2020-011)
52. Calcita (A: old/ 1836) 05.AB.05
53. Calcjarlita (A: 1970) 03.CC.20
54. Calclacita (A: 1945) 10.AA.25
55. Calcantita (A: 1853) 07.CB.20
56. Calcoalumita (A: 1925) 07.DD.75
57. Calcocita (A: old/ 1751) 02.BA.05
58. Calcocianita (A: 1873) 07.AB.10
59. Calcomenita (A: 1881) 04.JH.05
60. Calconatronita (A: 1955) 05.CB.40
61. Calcofanita (A: 1875) 04.FL.20
62. Calcofil·lita (A: 1801) 08.DF.30
63. Calcopirita (A: 1725?) 02.CB.10a
64. Calcosiderita (A: 1814) 08.DD.15
65. Calcostibita (A: 1835) 02.HA.05
66. Calcotal·lita (1966-008) 02.BD.40
67. Calcurmolita (A: 1959, 1988-xxx) 07.HB.15
68. Calderita (A: 1909) 09.AD.25
69. Calderonita (2001-022) 08.BG.05
70. Caledonita (A: 1823) 07.BC.50
71. Calkinsita-(Ce) (A: 1953, 1987 p.e.) 05.CC.25
72. Cal·laghanita (A: 1954) 05.DA.25
73. Calomelana (A: old) 03.AA.30  Cloride)
74. Calumetita (A: 1963, 1967 p.e.) 03.DA.40
75. Calvertita (2006-030) 02.CA.15
76. Calzirtita (A: 1961, 1967 p.e.) 04.DL.10
77. Camanchacaïta (2018-025)
78. Camaraïta (2009-011) 09.B?.
79. Camaronesita (2012-094) 08.??
80. Camerolaïta (1990-036) 07.DE.75
81. Cameronita (1984-069) 02.DB.35
82. Camgasita (1988-031) 08.DJ.15
83. Caminita (1983-015) 07.BB.05
84. Campigliaïta (1981-001) 07.DD.30
85. Campostriniïta (2013-086) 07.??
86. Canafita (1983-067) 08.FC.10
87. Canasita (A: 1959, 1962 p.e.) 09.DG.80
88. Canavesita (1977-025) 06.H0.50
89. Cancrinita (A: 1833) 09.FB.05
90. Cancrisilita (1990-013) 09.FB.05
91. Canfieldita (A: 1894) 02.BA.70
92. Cannizzarita (A: 1924) 02.JB.20
93. Cannonita (1992-002) 07.BD.35
94. Canosioïta (2015-030)
95. Canutita (2013-070) 08.?? )
96. Caoxita (1996-012) 10.AB.50
97. Capgaronnita (1990-011) 02.FC.20a
98. Cappelenita-(Y) (A: 1884, 1987 p.e.) 09.AJ.30
99. Capranicaïta (2009-086) 09.DB.50
100. Caracolita (A: 1886) 07.BD.20
101. Carboborita (A: 1964, 1967 p.e.) 06.AC.50
102. Carbobystrita (2009-028) 09.FB.05
103. Carbocalumita (2021-106)
104. Carbocernaïta (A: 1961, 1967 p.e.) 05.AB.50
105. Carboferrifoxita (2023-097)
106. Carboirita (1980-066) 09.J0.05
107. Carbokentbrooksita (2002-056) 09.CO.10
108. Carbonatocianotriquita (A: 1963, 1967 p.e.) 07.DE.10
109. Carbonatofluorapatita
110. Cardita (2015-125)
111. Carducciïta (2013-006) 02.H?
112. Caresita (1992-030) 05.DA.40
113. Carfolita (A: 1817) 09.DB.05
114. Cariocroïta (2005-031) 09.HA.65
115. Cariopilita (A: 1889, 1967 p.e.) 09.ED.15
116. Carletonita (1969-016) 09.EB.20
117. Carletonmooreïta (2018-068)
118. Carlfrancisita (2012-033) 08.BE.45
119. Carlfriesita (1973-013) 04.JK.25
120. Carlgieseckeïta-(Nd) (2010-036) 08.BH.55
121. Carlhintzeïta (1978-031) 03.CB.45
122. Carlinita (1974-062) 02.BD.25
123. Carlosbarbosaïta (2010-047) 04.??
124. Carlosruizita (1993-020) 07.DG.40
125. Carlosturanita (1984-009) 09.DJ.25
126. Carlsbergita (1971-026) 01.BC.15
127. Carlsonita (2014-067)
128. Caryinita (A: 1874, 1980 p.e.) 08.AC.10
129. Carmeltazita (2018-103)
130. Carmichaelita (1996-062) 04.DB.50
131. Carminita (A: 1850) 08.BH.30
132. Carnallita (A: 1856) 03.BA.10
133. Carnotita (A: 1899) 04.HB.05
134. Carobbiïta (A: 1956) 03.AA.20
135. Carpathita (A: 1955, 1971 p.e.) 10.BA.30 )
136. Carraraïta (1998-002) 07.DG.15
137. CarrboyditaQ (1974-033) 07.DD.35
138. Carrol·lita (A: 1852) 02.DA.05
139. Cascandita (1980-011) 09.DG.07
140. Caseyita (2019-002)
141. Cassagnaïta (2006-019a) 09.BJ.65
142. Cassedanneïta (1984-063) 07.FC.20
143. Cassidyita (1966-024) 08.CG.05
144. Cassiterita (A: 1832) 04.DB.05
145. Castellaroïta (2015-071)
146. Caswellsilverita (1981-012a) 02.FB.05
147. Catalanoïta (2002-008) 08.CJ.70
148. Catamarcaïta (2003-020) 02.CB.35b
149. Catapleiïta (A: 1850) 09.CA.15
150. Catoforita (A: 1997, 2012 p.e. Rd, 2013-140) 09.DE.20
151. Catoptrita (A: 1917) 09.AE.40
152. Cattierita (A: 1945) 02.EB.05a
153. Cattiïta (2000-032) 08.CE.50
154. Cavansita (1967-019) 09.EA.50
155. Cavoïta (2001-024) 04.HE.40
156. Cayalsita-(Y) (2011-094) 09.??
157. Caysichita-(Y) (1973-044) 09.DJ.15
158. Cebaïta-(Ce) (A: 1983, 1987 p.e.) 05.BD.15
159. Cebaïta-(Nd)N (A: 2000) 05.BD.15
160. CebollitaQDescripció incomplerta. (A: 1914) 09.BB.10
161. Čechita (1980-068) 08.BH.40
162. Čejkaïta (1999-045) 05.ED.50
163. Celadonita (A: 1847, 1998 p.e.) 09.EC.15
164. Celestina (A: 1791, 1967 p.e.) 07.AD.35
165. Celleriïta (2019-089)
166. Celsiana (A: 1895) 09.FA.30
167. Cenoargentotennantita-(Fe) (2020-062)
168. Cenoargentotetraedrita-(Zn) (2020-075)
169. Cenomicrolita (2024-097)
170. Cenoplumbomicrolita (2015-007a)
171. Cenorojdestvenskaiaïta-(Fe) (2022-001)
172. Cenotobermorita (2014 p.e.) 9.DG.??
173. Centennialita (2013-110) 03.??
174. Cerchiaraïta-(Al) (2012-011) 09.CF.??
175. Cerchiaraïta-(Fe) (2012-012) 09.CF.??
176. Cerchiaraïta-(Mn) (1999-012) 09.CF.25
177. CeriQ (A: 2002)
178. Cerianita-(Ce) (A: 1955, 1987 p.e.) 04.DL.05
179. Cerita-(Ce) (A: 1804, 1987 p.e.) 09.AG.20
180. Cerita-(La) (2001-042) 09.AG.20
181. Černýita (1976-057) 02.CB.15a
182. Cerromojonita (2018-040)
183. Ceruleïta (A: 1900, 2007 p.e.) 08.DE.25
184. Cerussita (A: 1565) 05.AB.15
185. Cervandonita-(Ce) (1986-044) 09.BE.92
186. Cervantita (A: 1850, 1962 p.e. Rd) 04.DE.30
187. Cervel·leïta (1986-018) 02.BA.60
188. Cesanita (1980-023) 07.BD.20
189. Cesarferreiraïta (2012-099) 08.??
190. Cesarolita (A: 1920) 04.FG.10
191. Cesbronita (1974-006) 04.JN.15
192. Cesiodimita (2016-002)
193. Cesiofarmacosiderita (2013-096) 08.??
194. Cesioquenopiroclor (2016-104)
195. Cesplumtantita (1985-040) 04.DM.15
196. Cetineïta (1986-019) 02.MA.05
197. Chabourneïta (1976-042) 02.HC.05e
198. Chadwickita (1997-005) 04.JA.60
199. Chaidamuïta (1985-011) 07.DC.30
200. Challacolloïta (2004-028) 03.AA.55
201. Chambersita (A: 1962, 1967 p.e.) 06.GA.05
202. Chameanita (1980-088) 02.LA.35
203. Chamosita (A: 1820) 09.EC.55
204. Chanabayaïta (2013-065) 10.??
205. Changbaiïta (A: 1978) 04.DF.10
206. Changchengita (1995-047) 02.EB.25
207. Changesita-(Y) (2022-023)
208. Changoïta (1997-041) 07.CC.50
209. Chantalita (1977-001) 09.AG.55
210. Chaoïta (1968-019) 01.CB.05b
211. Chapmanita (A: 1924, 1968 p.e.) 09.ED.25
212. Charleshatchettita
213. Charlesita (1981-043) 07.DG.15
214. Charmarita (1992-026) 05.DA.40
215. Charoïta (1977-019) 09.DG.92
216. Chatkalita (1981-004) 02.CB.20
217. Chayesita (1987-059) 09.CM.05
218. Chegemita (2008-038) 09.A?.
219. Chekhovichita (1986-039) 04.JK.35
220. Chelkarita (A: 1968) 06.HA.05
221. Chenevixita (A: 1866) 08.DD.05
222. Chengdeïta (1994-023) 01.AG.35
223. Chenguodaïta (2004-042a) 02.BA.60
224. Chenita (1983-069) 07.BC.70
225. Chenmingita (2017-036)
226. Chenowethita (2022-063)
227. Chenzhangruïta (2024-094)
228. Cheralita (A: 1953, IMA 2005-F) 08.AD.50
229. Cheremnykhita (1989-017) 08.DL.20
230. Cherepanovita (1984-041) 02.CC.15
231. Chernikovita (IMA 1985-M, 1988 p.e.) 08.EB.15
232. Chernovita-(Y) (1967-027) 08.AD.35
233. Chernykhita (1972-006) 09.EC.15
234. Cherokeeïta (2022-016)
235. Chervetita (A: 1963, 1967 p.e.) 08.FA.15
236. Chesnokovita (2006-007) 09.AC.20
237. Chessexita (1981-054) 07.DG.35
238. Chesterita (1977-010) 09.DF.05
239. Chestermanita (1986-058) 06.AB.40
240. Chevkinita-(Ce) (A: 1842, 1987 p.e.) 09.BE.70
241. Chiappinoïta-(Y) (2014-040)
242. Chiavennita (1981-038) 09.GF.25
243. Chibaïta (2008-067) 10.??
244. Chihmingita (2022-010)
245. Childrenita (A: 1823) 08.DD.20
246. Chiluïta (1988-001) 07.BD.55
247. Chinchorroïta (2017-106)
248. Chinleïta-(Ce) (2024-009)
249. Chinleïta-(Nd) (2022-051)
250. Chinleïta-(Y) (2016-017)
251. Chinnerita (2023-083)
252. Chirvinskyita (2016-051)
253. Chistyakovaïta (2005-003) 08.EB.20
254. Chivruaiïta (2004-052) 09.DG.45
255. Chiyokoïta (2019-054)
256. Chkalovita (A: 1939) 09.DM.20
257. Chladniïta (1993-010) 08.AC.50
258. Choloalita (1980-019) 04.JK.45
259. Chongita (2015-039)
260. Chopinita (2006-004) 08.AB.15
261. Chovanita (2009-055) 02.JB.35e
262. Chrisstanleyita (1996-044) 02.BC.15
263. Christelita (1995-030) 07.DD.25
264. Christita (1976-015) 02.HD.15
265. Christofschäferita-(Ce) (2011-107) 09.B?.
266. Chubarovita (2014-018) 06.??
267. Chudobaïta (1962 p.e.) 08.CE.05
268. Chukhrovita-(Ca) (2010-081) 03.CG.??
269. Chukhrovita-(Ce) (A: 1979, 1987 p.e.) 03.CG.10
270. Chukhrovita-(Nd) (2004-023) 03.CG.10
271. Chukhrovita-(Y) (A: 1960, 1987 p.e.) 03.CG.10
272. Chukochenita (2018-132a)
273. Chukotkaïta (2019-124)
274. Churchita-(Y) (A: 1865, 1987 p.e.) 08.CJ.50
275. Chursinita (1982-047a) 08.AD.60
276. Chvaleticeïta (1984-059) 07.CB.25
277. Chvilevaïta (1987-017) 02.FB.10
278. Cianciul·liïta (1990-042) 04.FL.55
279. Cianita (A: 1789, 1967 p.e.) 09.AF.15
280. Cianocroïta (A: 1855) 07.CC.60
281. Cianotriquita (A: 1839, 1967 p.e.) 07.DE.10
282. Cianoxalita (2008-041) 09.FB.05
283. Cilindrita (A: 1893) 02.HF.25a
284. Cinabri ([[Teofrast]], 315 BC) 02.CD.15a
285. Ciprianiïta (2001-021) 09.DK.20
286. Ciprina
287. Ciriottiïta (2015-027)
288. CirrolitaQ (A: 1868) 08.BH.20
289. Clairita (1982-093) 07.DF.55
290. Claraïta (1981-023) 05.DA.30
291. Claringbul·lita (1976-029) 03.DA.15
292. Clarkeïta (A: 1931) 04.GC.05
293. Claudetita (A: 1868) 04.CB.45
294. Clausthalita (A: 1832) 02.CD.10
295. Clearcreekita (1999-003) 05.DC.30
296. Clerita (1995-029) 02.HA.20
297. Cleusonita (1998-070) 04.CC.40
298. Cliffordita (1966-046) 04.JK.75
299. Clinoatacamita (1993-060) 03.DA.10b
300. Clinobehoïta (1988-024) 04.FA.05b
301. Clinobisvanita (1973-040) 08.AD.65
302. ClinocalcomenitaN (A: 1981) 04.JH.10
303. Clinocervantita (1997-017) 04.DE.30
304. Clinoclasa (A: 1830) 08.BE.20
305. Clinoclor (A: 1851) 09.EC.55
306. Clinoenstatita (A: 1906, 1988 p.e.) 09.DA.10
307. Clinoferroferriholmquistita (2001-066, 2012 p.e. Rd) 09.DE.25
308. Clinoferrosilita (A: 1935, 1988 p.e.) 09.DA.10
309. Clinoferrosuenoïta (2024-032)
310. Clinofosinaïta (1979-083) 09.CF.15
311. Clinohedrita (A: 1866) 09.AE.30
312. Clinoholmquistita*
313. Clinohumita (A: 1876) 09.AF.55
314. Clinojimthompsonita (1977-012) 09.DF.05
315. Clinokurchatovita (1982-017) 06.BA.10
316. Clinometaborita (2010-022) 06.GD.??
317. Clinooscarkempffita (2012-086) 02.??
318. Clinoptilolita-Ca (1997 p.e.) 09.GE.05
319. Clinoptilolita-K (A: 1923, 1997 p.e.) 09.GE.05
320. Clinoptilolita-Na (A: 1969, 1997 p.e.) 09.GE.05
321. Clinosafflorita (1970-014) 02.EB.15a
322. Clinosofre (A: 1912)
323. Clinosuenoïta (2016-111)
324. ClinotirolitaN (A: 1980) 08.DM.10
325. Clinotobermorita (1990-005) 09.DG.10
326. ClinoungemachitaQ (A: 1938) 07.DG.10
327. Clinozoisita (A: 1896, 2006 p.e.) 09.BG.05a
328. Clintonita (A: 1834, 1998 p.e.) 09.EC.35
329. Clogauïta (2023-062)
330. Cloncurryita (2005-060) 08.DC.60
331. Cloraluminita (A: 1872) 03.BC.05
332. Clorapatita (A: 1860, 2010 p.e.) 08.BN.05
333. Clorargirita (A: 1902, 1962 p.e.) 03.AA.15
334. Clorartinita (1996-005) 05.DA.10
335. Clorbartonita (2000-048) 02.FC.10
336. Clorel·lestadita (2017-013)
337. Cloritoide (A: 1832) 09.AF.85
338. Clorkyuygenita (2012-046, IMA 2013-C) 04.??.
339. Clormagaluminita (1980-098) 05.DA.45
340. Clormanganokalita (A: 1906) 03.CJ.05
341. Clormayenita (1963-016, IMA 2013-C) 04.CC.20
342. Clorocalcita (A: 1872) 03.AA.40
343. CloromagnesitaQ (A: 1873) 03.AB.20
344. Cloromenita (1996-048) 04.JG.10
345. Clorofenicita (A: 1924) 08.BE.35
346. Clorotionita (A: 1872) 07.BC.25
347. Cloroxifita (A: 1923) 03.DB.30
348. Cloudita (2023-047)
349. Coalingita (1965-011) 05.DA.55
350. Cobaltarthurita (2001-052) 08.DC.15
351. Cobaltaustinita (1987-042) 08.BH.35
352. Cobaltita (A: 1797) 02.EB.25
353. Cobaltkieserita (2002-004) 07.CB.05
354. Cobaltkoritnigita (1980-013) 08.CB.20
355. Cobaltlotharmeyerita (1997-027) 08.CG.15
356. Cobaltneustädtelita (2000-012) 08.BK.10
357. Cobaltoblödita (2012-059) 07.??
358. Cobaltomenita (A: 1882, 2007 p.e.) 04.JH.10
359. Cobaltpentlandita (A: 1959, 1962 p.e.) 02.BB.15
360. Cobalttsumcorita (1999-029) 08.CG.15
361. Cobaltzippeïta (1971-006) 07.EC.05
362. Coccinita (A: 1845) 03.AB.10
363. Coconinoïta (1965-003) 08.EB.35
364. Cocromita (1978-049) 04.BB.05
365. Coesita (A: 1954, 1962 p.e.) 04.DA.35
366. Coffinita (A: 1955) 09.AD.30
367. Cohenita (A: 1889) 01.BA.05
368. Coiraïta (2005-024) 02.HF.25b
369. Colchesterita (2023-053)
370. Coldwellita (2014-045)
371. Colemanita (A: 1883) 06.CB.10
372. Colimaïta (2007-045) 02.FB.25
373. Colinowensita (2012-060) 09.??
374. Col·linsita (A: 1927) 08.CG.05
375. Colomeraïta (2021-061)
376. Coloradoïta (A: 1878) 02.CB.05a
377. Colquiriïta (1980-015) 03.CB.20
378. Columbita-(Fe) (A: 1805, 2007 p.e.) 04.DB.35
379. Columbita-(Mg) (A: 1963, 1967 p.e.) 04.DB.35
380. Columbita-(Mn) (A: 1892, 2007 p.e.) 04.DB.35
381. Colusita (A: 1914) 02.CB.30
382. Comancheïta (1980-077/ 2013-B Rd) 03.DD.65
383. Combeïta (A: 1957) 09.CJ.15a
384. Comblainita (1978-009) 05.DA.50
385. Compreignacita (1964-026) 04.GB.05
386. Condrodita (A: 1817) 09.AF.45
387. Congolita (1971-030) 06.GA.10
388. Conicalcita (A: 1849) 08.BH.35
389. Connel·lita (A: 1847) 03.DA.25
390. Cookeïta (A: 1866) 09.EC.55
391. Coombsita (1989-058) 09.EG.35
392. Cooperita (A: 1928) 02.CC.35b
393. Coparsita (1996-064) 08.BE.80
394. Copiapita (A: 1833) 07.DB.35
395. Coquandita (1991-024) 07.DE.35
396. Coquimbita (A: 1833) 07.CB.55
397. Coralloïta (2010-012) 08.DC.20
398. Corderoïta (1973-037) 02.FC.15a
399. Cordierita (A: 1813) 09.CJ.10
400. Cordilita-(Ce) (A: 1901, 1987 p.e., IMA 2000-C) 05.BD.05
401. Cordilita-(La) (2010-058) 05.BD.??
402. Corindó (A: old/ 1714?) 04.CB.05
403. Corkita (1987 p.e.) 08.BL.05
404. Cornetita (A: 1912) 08.BE.15
405. Cornubita (A: 1959, 1962 p.e.) 08.BD.30
406. Cornwallita (A: 1847) 08.BD.05
407. Coronadita (A: 1904) 04.DK.05
408. Correianevesita (2013-007) 08.C?
409. Corrensita (A: 1954) 09.EC.60
410. Cortesognoïta (2014-029) 09.??
411. Corvusita (A: 1933) 04.HE.20
412. Cosalita (A: 1868) 02.JB.10
413. Coskrenita-(Ce) (1996-056) 10.AB.65
414. Cosmoclor (A: 1897, 1988 p.e.) 09.DA.25
415. Cossaïta (2009-031) 07.??
416. Costibita (1969-014) 02.EB.10d
417. Cotunnita (A: 1825) 03.DC.85
418. Coulsonita (1962 p.e. Rd) 04.BB.05
419. Coure (A: old) 01.AA.05
420. Cousinita[n. 1]Q (A: 1954) 07.HA.10
421. Coutinhoïta (2003-025) 09.AK.30
422. Covel·lita (A: 1832) 02.CA.05a
423. Cowlesita (1975-016) 09.GG.05
424. Coyoteïta (1978-042) 02.FD.25
425. Crandal·lita (A: 1917, 1999 p.e. Rd) 08.BL.10
426. Cranswickita (2010-016) 07.CB.15
427. Crawfordita (1993-030) 05.BF.10
428. Creaseyita (1974-044) 09.HH.15
429. Crednerita (A: 1849) 04.AB.05
430. Creedita (A: 1916) 03.CG.15
431. Crerarita (1994-003) 02.LB.45
432. Crichtonita (A: 1814, 1980 p.e.) 04.CC.40
433. Criddleïta (1987-037) 02.LA.25
434. Crimsonita (2014-095)
435. Criobostryxita (2014-058)
436. Criolita (A: 1799) 03.CB.15
437. Criolitionita (A: 1904) 03.CB.05
438. Criptocalcita (2014-106)
439. Criptohalita (A: 1872) 03.CH.15
440. Criptomelana (A: 1942, IMA 1982-p.e.?) 04.DK.10
441. Criptofil·lita (2008-061) 09.??
442. Crisoberil (A: 1789) 04.BA.05
443. Crisocol·la (A: 315 BC, 1980 p.e.) 09.ED.20
444. Crisotal·lita (2013-008) 03.??
445. Crisòtil (A: 1834, 2007 p.e. Rd) 09.ED.15
446. Cristobalita (A: 1887) 04.DA.15
447. Crocobelonita (2020-005)
448. Crocoïta (A: 1832) 07.FA.20
449. Cromatita (A: 1963, 1967 p.e.) 07.FA.10 )
450. Crombismita (1995-044) 04.CC.05
451. Cromceladonita (1999-024) 09.EC.15
452. Cromferur (1984-021) 01.AE.15
453. Cromiopargasita (2011-023, 2012 p.e. Rd) 09.DE.15
454. Cromita (A: 1845) 04.BB.05
455. Crom natiu (1980-094) 01.AE.05
456. Cromfil·lita (1995-052) 09.EC.15
457. Cromodravita (1982-055) 09.CK.05
458. Cromoaluminopovondraïta (2009-088 D, 2013-089 with new type material) 09.CK.05
459. Cromschieffelinita (2011-003) 07.CD.??
460. Cromviskontita (2024-019)
461. Cronstedtita (A: 1821) 09.ED.15
462. Cronusita (1999-018) 02.FB.05
463. Crookesita (A: 1867) 02.BD.50
464. Crowningshieldita (2018-072)
465. Cualstibita (1983-068 Rd) 04.FB.10
466. Cubanita (A: 1843) 02.CB.55a
467. Cuboargirita (1997-004) 02.JA.15
468. Cubotioplumbita (2021-091)
469. Cumengeïta (A: 1893, 2007 p.e.) 03.DB.20
470. Cummingtonita (A: 1824, 2012 p.e. Rd) 09.DE.05
471. Cupalita (1983-084) 01.AA.20
472. Cuprita (A: 1845) 04.AA.10
473. Cuproaurur[n. 2]Q (A: 1939) 01.AA.10a
474. Cuprobismutita (A: 1884) 02.JA.10a
475. Cuprocherokeeïta (2022-086)
476. Cuprocopiapita (A: 1938) 07.DB.35
477. Cuprodobrovolskyita (2022-061)
478. Cuprodongchuanita (2021-065)
479. Cuproiridsita (1984-016) 02.DA.05
480. Cuprokalininita (2010-008) 02.DA.05
481. Cupromakopavonita (2005-036) 02.JA.05a
482. Cupromakovickyita (2002-058) 02.JA.05d
483. Cupromolibdita (2011-005) 07.??
484. Cuproneyita (2008-053) 02.JB.25i
485. Cupropavonita (1978-033) 02.JA.05a
486. Cupropearceïta (2007-046) 02.GB.15
487. Cupropolibasita (2008-004) 02.GB.15
488. Cuprorhodsita (1984-017) 02.DA.05
489. Cuprorivaïta (A: 1938, 1962 p.e. Rd) 09.EA.05
490. Cuprosenandorita (2024-022)
491. Cuprosklodowskita (A: 1933) 09.AK.10
492. Cuproespinel·la (1971-020) 04.BB.05
493. Cuprostibita (A: 1969) 02.AA.20
494. Cuprotungstita (A: 1869) 07.GB.15
495. Cuprozheshengita (2021-095a)
496. Curetonita (1978-065) 08.BK.15
497. Curienita (1967-049) 04.HB.15
498. Curita (A: 1921) 04.GB.55
499. Currierita (2016-030)
500. Cuspidina (A: 1876) 09.BE.17
501. Cuyaïta (2019-126)
502. Cuzticita (1980-071) 04.FM.35
503. Cymrita (A: 1949) 09.EG.05
504. Cyrilovita (A: 1953) 08.DL.10
505. Czochralskiïta (2015-011)